# ヴォーティガン

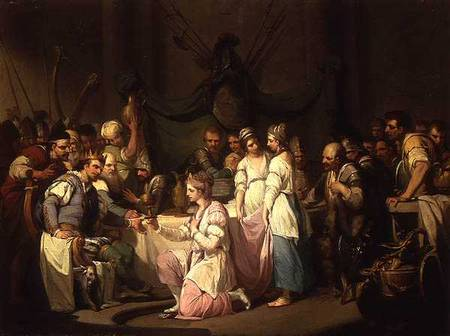
The First Meeting of Vortigern and Rowena, から ウィリアム・ハミルトン

ヴォーティガン（英: Vortigern）とは、5世紀、サブローマン・ブリテン時代のブリタンニア（現在のグレートブリテン島）に存在したと伝えられるブリトン人諸侯。ヴォーティガーンとも記載され、英語では Vortiger ないし Vortigen とも記載される。当時ブリトン人が支配していたイングランドと対峙するスコット人、ピクト人に抗するためにヨーロッパ大陸から傭兵としてサクソン人をケントの地に招き入れた人物として知られる。しかし彼の行動はサクソン人のイングランドへの移住、侵攻、先住者ブリトン人との抗争を招き、争いに敗れたブリトン人はウェールズの地に敗走する事となった。

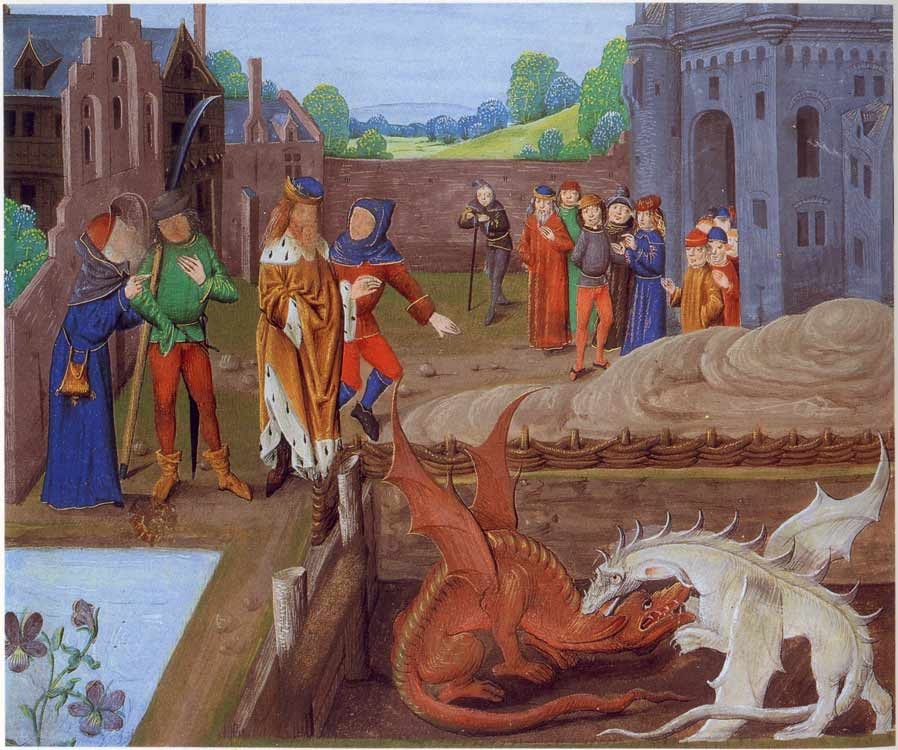
上の写真では、ヴォーティガンはプールの端に座っており、そこから二匹のドラゴンが現れ、[ユーサー・ペンドラゴンを表す深紅のドラゴンがヴォーティガンを表す白いドラゴンを倒す]が、彼の前で戦いを繰り広げている。

彼の名は6世紀の修道士ギルダスの『ブリトン人の没落』の23章に Gurthrigern という名で、サクソン人をイングランドに招き入れた傲慢で見識のない王として書かれている。そして8世紀にはノーサンブリアの歴史家ベーダ・ヴェネラビリスが著書『イングランド教会史』に残しており、9世紀のウェールズに生きた修道士ネンニウスの『ブリトン人の歴史』にその存在が記されている。また七王国時代における重要な資料である『アングロサクソン年代記』の449年の項目にも言及され、七王国時代が終わった時代にも12世紀の歴史家モンマスのジェフリーが残した『ブリタニア列王史』にその名は残されている。
彼の存在は文学的にも注目され、前述の「ブリタニア列王史」にその名が見られた事からアーサー王伝説の登場人物の一人として取り上げられる事となり、さらに後年になってシェイクスピア外典の題材としても取り扱われている。サクソン人の侵攻を誘発した人物として古くから名が記されている事から歴史の流れにおいて彼の役割をした人物は存在すると考えられているが、史的人物としてのヴォーティガンの実在性は、はっきりとしていない。
『ブリトン人の歴史』には、ケントで起こった4つの戦闘についての記述があるが、それらは明らかに『アングロサクソン年代記』の内容と関連している。それは、ヴォーティガンの息子ヴォーティマー （英語版）がブリトン人を指揮してヘンギスト率いるサクソン人と戦い、さらにサクソン人はブリテンから一度追放され、ヴォーティマーの死後数年後にヴォーティガンの招待で戻ってきた、というものである。